# Gabriel Cramer
Gabriel Cramer (n. 31 iulie 1704 la Geneva - d. 4 ianuarie 1752 la Bagnols) a fost un matematician și fizician elvețian.

## Cariera
S-a născut la Geneva ca fiu al Annei Mallet Cramer și al fizicianului Jean Cramer.
Încă din tinerețe a dovedit reale înclinații spre matematică.
La numai 18 ani și-a luat doctoratul, iar doi ani mai târziu era adjunct la catedra din acest domeniu.
În 1749 devine membru al Royal Society.
A profesor de matematică și filozofie la Genf.
În 1750 a fost numit profesor de filozofie la Geneva.
A întreprins mai multe călătorii în străinătate, legând prietenie cu Jean Bernoulli și Nicolas Bernoulli și a fost în relații de corespondență cu diferiți savanți.

## Contribuții
În 1728 propune o soluție pentru o celebră problemă de teoria probabilităților, numită Paradoxul de la St. Petersburg.
În 1730 a creat determinanții, sub formă de algoritm matematic în legătură cu combinările și a elaborat ceea ce ulterior s-a denumit "regula lui Cramer", fiind utilizată la rezolvarea sistemelor de ecuații liniare.
La 40 de ani a scris lucrarea sa cel mai valoroasă, un tratat asupra curbelor algebrice intitulat Introduction à l'analyse des lignes courbes algébriques, pe care a publicat-o în 1750.
A prezentat printre primii matematicieni, teoria curbelor în toate detaliile lor, folosind în mod foarte fecund triunghiul analitic în studiul fenomenelor diverselor ramuri ale unei curbe.
Aici se găsește cea mai veche demonstrație a propoziției conform căreia o curbă de gradul n este determinată de n(n+3)/2 puncte ale acesteia aflate într-o poziție generală.
Cramer a editat operele a doi dintre frații Bernoulli.
A tratat problema formei sferoidale a planetelor și a deplasării în timp a apsidelor acestora.
A continuat studiile lui Newton asupra curbelor cubice.
O altă contribuție valoroasă care îi poartă numele este paradoxul lui Cramer (legat de intersecția a două curbe de ordin superior).

## Scrieri

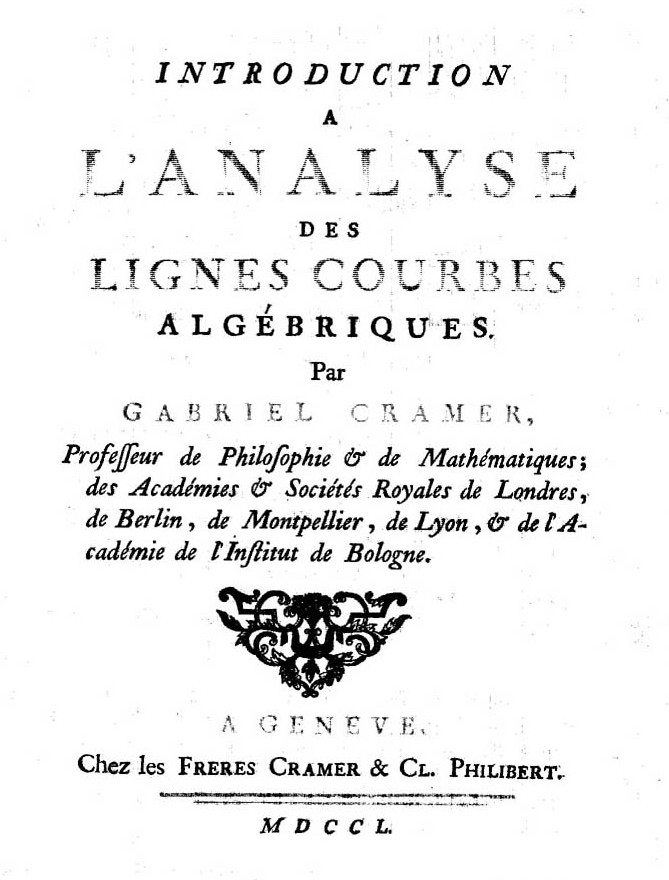
Introduction à l'analyse des lignes courbes algébriques, 1750

- 1750: Introduction à l'analyse des lignes courbes algébriques, tratat în care a rezumat, completat și explicat, prin numeroase exemple, toate cercetările anterioare din domeniul curbelor algebrice, studiind lucrările tuturor înaintașilor
- Commercium epistolicum Leibinizi et Bernoulli.

Pentru o lucrare privind studiul înclinării orbitelor planetelor, în 1731, Cramer a primit primul premiu al Academiei de Științe din Paris.

## Legături externe
- en O'Connor, John J.; Robertson, Edmund F., „Gabriel Cramer”, MacTutor History of Mathematics archive, University of St Andrews.
- Regula lui Cramer - teorie
- Regula lui Cramer - exercitiu rezolvat